# Andries Botha

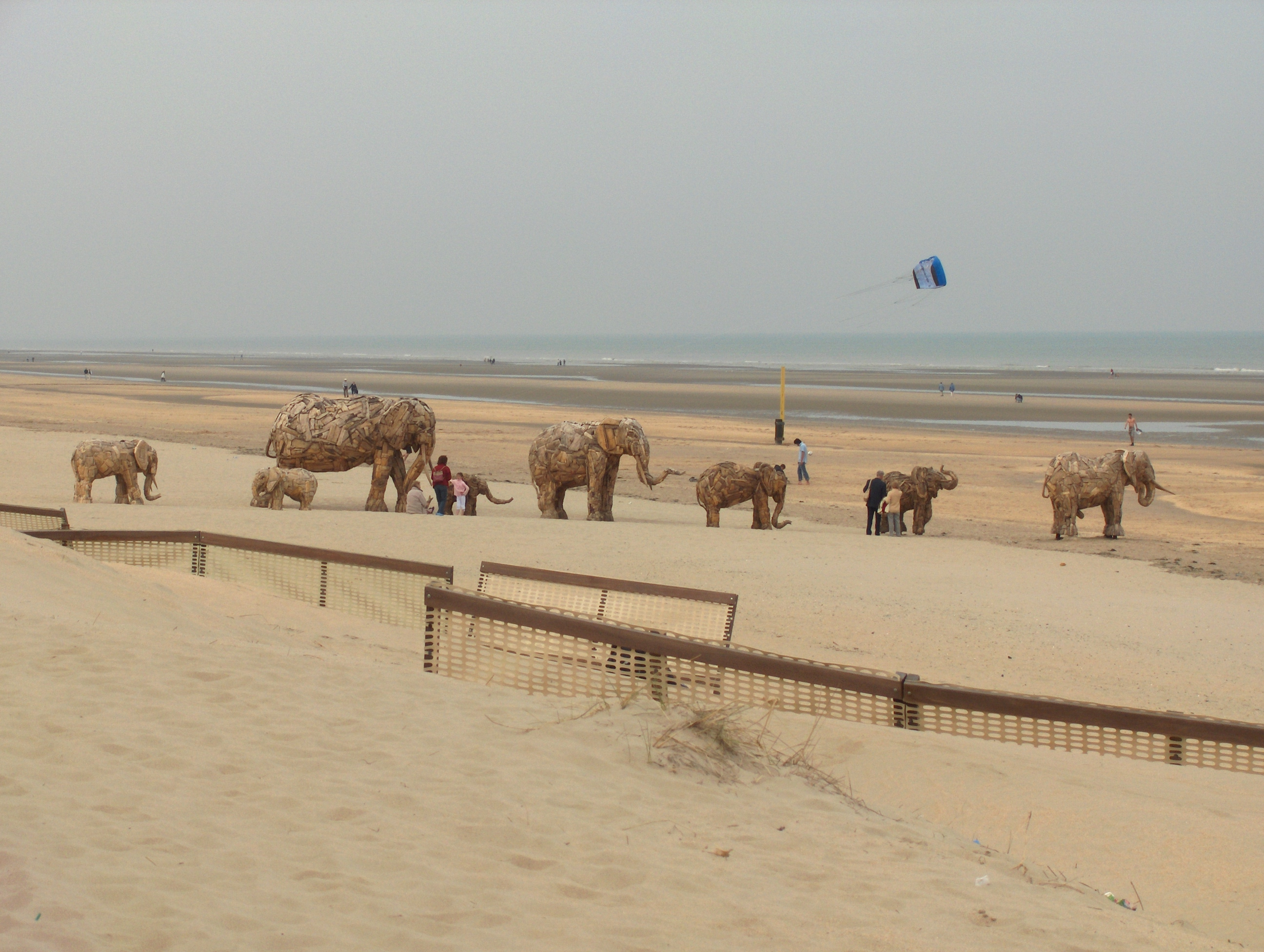
Proyecto "Beaufort", en la playa de De Panne, Bélgica

Andries Johannes Botha es un escultor sudafricano, nacido el 22 de septiembre de 1952 en Durban, perteneciente a la comunidad afrikáner.

## Datos biográficos
Andries Botha comenzó a hacer esculturas en 1971 , mientras era estudiante en Pietermaritzburg , en la Universidad de Natal, y expuso por primera vez en 1974 .
Diplomado en artes aplicadas de la Universidad de Natal, enseñó en Durban a partir de 1978.
Sus importantes esculturas de estilo atormentado expresan autoridad y vulnerabilidad, y se inspiran en su confrontación con la cultura afrikáner en la que ya no se reconoce.
Sus obras expresan la ciudadanía cultural con diseños influenciados por el espiritualismo cristiano , realizadas con materiales tradicionales africanos.
Sus obras se exhiben en todo el mundo lo que le ha permitido adquirir una reputación internacional en el campo del arte escultórico. 

## Obras
Entre las mejores y más conocidas obras de Andries Botha se incluyen las siguientes:
- Proyecto "Beaufort", 2006; en la costa de De Panne (Bélgica). Se trata de un grupo de elefantes realizados con madera prensada aglomerada.

Esta pieza es similar a la realizada por José Emilio Fuentes Fonseca para la Bienal de La Habana en 2009, en ese caso los elefantes eran metálicos